# Khanat de Qasim
1452–1681
Entités suivantes :
- Tsarat de Russie

Le khanat de Qasim ou de Kassimov ou royaume de Qasim (en russe : Касимовское ханство, en tatar : Касыйм ханлыгы) était une formation territoriale tatare (khanat), vassale de la Russie, qui a existé de 1450 à 1681 dans le territoire de l'Oblast de Riazan qui a pour capitale Kassimov, bordée par l'Oka. 

## Histoire
Après le meurtre du Khan de Kazan Ulugh Mohammed par son fils Mahmudek, un autre de ses fils Qasim Khan (Kasim) s'enfuit en Russie. Il reçut du Grand-Prince Vassili II la ville de Gorodets Meschorsky dans la région de Riazan avec le territoire environnant. Qasim Khan donna à son petit khanat le nom de « Khanat de Qasim », ou de Kassimov, et ses successeurs y régnèrent sous la suzeraineté russe jusqu'à son annexion en 1681.
Les Khans Şahğäli (Shah Ali) et Djan Ali furent également Khans de Kazan comme vassaux de Moscou.

## Liste des khans de Qasim
- 1450-1469 : Qasim Khan (en)
- 1469-1483/1486 : Daniyar, son fils ;
- 1483/1486-1487 : Nur Devlet Giray
- 1487-1508 : Satilgan Giray (en), son fils ;
- 1508-1512 : Djanai Giray, son fils ;
- 1512-1516 : Sheykh Avliar
- 1516-1519 Shahghali (en), son fils ;
- 1519-1535 : Canghali (en) son frère ;
- 1535-1567 : Shahghali (en) (2e règne)
- 1567-1573 : Sain-bult
- 1573-1577 : Interrègne
- 1577-1590 : Mustafa Ali
- 1590-1600 : Interrègne
- 1600-1610 : Uraz Makmet
- 1610-1614 : Interrègne
- 1614-1626 : Arslanghali (en)
- 1626-1679 : Sayed Borhan (en), son fils ;
- 1679-1681 : Fatima Soltan (en), sa mère.